# Lac Shoal
Le lac Shoal est un lac situé au nord-ouest du lac des Bois, à l'ouest de la province canadienne de l'Ontario. Le lac Shoal est en fait une partie du lac des Bois, son niveau suit les variations de celui de ce dernier.

## Écologie et Aménagements
Le lac Shoal est principalement peuplé d'achigans à petite bouche, de brochets et de dorés jaunes. Il y a eu une pêcherie de dorés jaunes mais elle a dû fermer du fait d'une surpêche.
Des cabanes de pêche et quelques auberges pour pêcheurs se trouvent sur les rivages du lac Shoal. Le camp de pionniers du Manitoba est également situé sur les bords du lac.
La majeure partie du lac appartient à deux réserves indiennes des bandes 39A (Iskatewizaagegan #39 Independent First Nation) et 40 (Shoal Lake No.40) des premières nations
Des mines d'or ont été exploités aux alentours du lac et des pressions pour explorer le sous-sol se font plus fortes lorsque le prix de l'or est à la hausse. Les riverains et la ville de Winnipeg dont le lac est la principale source d'eau potable depuis plus de cent ans s'élèvent contre toute exploitation minière aux alentours du lac. Des dispositions spéciales ont d'ailleurs été prises pour protéger la qualité de l'eau et la vie sauvage du lac.
La ville de Winnipeg exploite le Greater Winnipeg Water District Railway entre Winnipeg et lac Shoal. Cette voie ferrée permet l'accès à l'aqueduc reliant le lac à la ville.